# Boxe aux Jeux panarabes de 2007
Navigation
Édition précédente Édition suivante
Les compétitions de boxe anglaise de la 11e édition des Jeux panarabes se sont déroulées du 17 au  21 novembre 2007 au  Caire en  Égypte.

## Résultats

### Podiums
| Catégories                  | Or                          | Argent            | Bronze                                     |
| Poids mi-mouches (-48 kg)   | Amjad Aouda                 | Samir Brahimi     | Mohamed Rami Helmi Montassar Bouali        |
| Poids mouches (-51 kg)      | Mohamed Abdelaziz Al-Ouadi  | Lahcen Nadir      | Simon Mario Hai Walid Cherif               |
| Poids coqs (-54 kg)         | Mohamed Amine Ouadahi       | Mohamed Razkallah | Hédi Slimani Ibrahim Al-Gharaghir          |
| Poids plumes (-57 kg)       | Mohamed Ramadan Alioua      | Alaa Sehili       | Ahmed Maayouf Ahmed Mohamed Doumeria       |
| Poids légers (-60 kg)       | Seifeddine Nejmaoui         | Tahar Tamsamani   | Brahim Ouakil Wissam Saad Jabbar           |
| Poids super-légers (-64 kg) | Hamza Hassini               | Driss Moussaid    | Abderrahmane Salah Araby Abdallah Hawawreh |
| Poids welters (-69 kg)      | Houssam Abdin               | Eshak Waez        | Wahid Abderridha Saad Al-Hajraf            |
| Poids moyens (-75 kg)       | Mohamed Hikal               | Said Rachidi      | Salem Bakr Al-Khaldi Hazam Nabah           |
| Poids mi-lourds (-81 kg)    | Ramadan Yasser Abdelghaffar | Mourad Sahraoui   | Zouhair Boustane Jamal Ali Layej           |
| Poids lourds (-91 kg)       | Naser Al Shami              | Ihab Al-Matbouli  | Karim El-Ghanem Mohamed Homrani            |
| Poids super-lourds (+91 kg) | Mourad Chebbi               | Salman Ali        | Mohamed Amanissi Ahmed Outar               |

### Tableau des médailles
| Place | Pays              | Médaille d'or | Médaille d'argent | Médaille de bronze | Total |
| ----- | ----------------- | ------------- | ----------------- | ------------------ | ----- |
| 1     | Égypte            | 4             | 1                 | 3                  | 8     |
| 2     | Tunisie           | 3             | 2                 | 4                  | 9     |
| 3     | Syrie             | 2             | 1                 | 2                  | 5     |
| 4     | Jordanie          | 1             | 1                 | 2                  | 6     |
| 5     | Algérie           | 1             | 1                 | 1                  | 3     |
| 6     | Maroc             | 0             | 4                 | 2                  | 6     |
| 7     | Irak              | 0             | 1                 | 3                  | 4     |
| 8     | Arabie saoudite   | 0             | 0                 | 2                  | 2     |
| 9     | Koweït            | 0             | 0                 | 1                  | 1     |
| 9     | Qatar             | 0             | 0                 | 1                  | 1     |
| 9     | Soudan            | 0             | 0                 | 1                  | 1     |
| Total | 11 pays médaillés | 11            | 11                | 22                 | 44    |

## Sources
- (en) Jeux panarabes 2007 (amateur-boxing.strefa.pl)